# Велоспорт на летних Олимпийских играх 2012 — командная гонка преследования (мужчины)
Соревнования в командном преследовании по велоспорту среди мужчин на летних Олимпийских играх 2012 прошли 2 и 3 августа. Приняло участие 10 команд.

## Призёры
| Золото                                                                  | Серебро                                                             | Бронза                                                                              |
| Великобритания · Эд Клэнси · Герайнт Томас · Стивен Бёрк · Питер Кеннах | Австралия · Джек Бобридж · Гленн О’Ши · Роан Деннис · Майкл Хепбёрн | Новая Зеландия · Сэм Бьюли · Аарон Гейт · Марк Райан · Джесси Серджент · Уэстли Гаф |

## Соревнование

### Квалификация
| Место | Команда          | Спортсмены                                                         | Результат   |
| ----- | ---------------- | ------------------------------------------------------------------ | ----------- |
| 1     | Великобритания   | Эд Клэнси Герайнт Томас Стивен Бёрк Питер Кеннах                   | 3:52,499 WR |
| 2     | Австралия        | Джек Бобридж Гленн О’Ши Роан Деннис Майкл Хепбёрн                  | 3:55,694    |
| 3     | Новая Зеландия   | Сэм Бьюли Марк Райан Джесси Серджент Уэстли Гауг                   | 3:57,607    |
| 4     | Дания            | Лассе Норман Хансен Микаэль Мёркёв Расмус Кводе Каспер фон Фольсах | 3:58,298    |
| 5     | Россия           | Евгений Ковалёв Иван Ковалёв Алексей Марков Александр Серов        | 3:59,264    |
| 6     | Испания          | Пабло Берналь Себастьян Мора Давид Хуанеда Альберт Торрес          | 4:02,113    |
| 7     | Колумбия         | Хуан Аранго Карвахаль Эдвин Авила Арлес Кастро Веймар Ролдан       | 4:03,712    |
| 8     | Нидерланды       | Леви Хейманс Йеннинг Хейзенга Вим Струтинга Тим Вельдт             | 4:03,818    |
| 9     | Бельгия          | Гейс ван Хуке Доминик Корну Жонатан Дюфран Кенни де Кетеле         | 4:04,053    |
| 10    | Республика Корея | Чхве Сын У Джан Сун Джэ Пак Кён У Пак Сон Хо                       | 4:07,210    |

### Первый раунд
| Место | Команда        | Спортсмены                                                         | Результат |
| ----- | -------------- | ------------------------------------------------------------------ | --------- |
| 1     | Великобритания | Эд Клэнси Герайнт Томас Стивен Бёрк Питер Кеннах                   | 3:52,743  |
| 2     | Австралия      | Джек Бобридж Гленн О’Ши Роан Деннис Майкл Хепбёрн                  | 3:54,317  |
| 3     | Новая Зеландия | Сэм Бьюли Аарон Гейт Марк Райан Джесси Серджент                    | 3:56,442  |
| 4     | Россия         | Евгений Ковалёв Иван Ковалёв Алексей Марков Александр Серов        | 3:57,237  |
| 5     | Дания          | Лассе Норман Хансен Микаэль Мёркёв Расмус Кводе Каспер фон Фольсах | 3:57,396  |
| 6     | Испания        | Элой Теруэль Себастьян Мора Давид Хуанеда Альберт Торрес           | 3:59,520  |
| 7     | Нидерланды     | Леви Хейманс Йеннинг Хейзенга Вим Струтинга Тим Вельдт             | 4:04,029  |
| 8     | Колумбия       | Кевин Риос Эдвин Авила Арлес Кастро Веймар Ролдан                  | 4:05,485  |

### За 7-е место
| Место | Команда    | Спортсмены                                             | Результат |
| ----- | ---------- | ------------------------------------------------------ | --------- |
| 7     | Нидерланды | Леви Хейманс Йеннинг Хейзенга Вим Струтинга Тим Вельдт | 4:04,569  |
| 8     | Колумбия   | Кевин Риос Эдвин Авила Арлес Кастро Веймар Ролдан      | 4:04,772  |

### За 5-е место
| Место | Команда | Спортсмены                                                           | Результат |
| ----- | ------- | -------------------------------------------------------------------- | --------- |
| 5     | Дания   | Матиас Мёллер Нильсен Микаэль Мёркёв Расмус Кводе Каспер фон Фольсах | 4:02,671  |
| 6     | Испания | Элой Теруэль Себастьян Мора Давид Хуанеда Альберт Торрес             | 4:02,746  |

### За 3-е место
| Место | Команда        | Спортсмены                                                  | Результат |
| ----- | -------------- | ----------------------------------------------------------- | --------- |
| 3     | Новая Зеландия | Сэм Бьюли Аарон Гейт Марк Райан Джесси Серджент             | 3:55,952  |
| 4     | Россия         | Евгений Ковалёв Иван Ковалёв Алексей Марков Александр Серов | 3:58,282  |

### Финал
| Место | Команда        | Спортсмены                                        | Результат   |
| ----- | -------------- | ------------------------------------------------- | ----------- |
| 1     | Великобритания | Эд Клэнси Герайнт Томас Стивен Бёрк Питер Кеннах  | 3:51,659 WR |
| 2     | Австралия      | Джек Бобридж Гленн О’Ши Роан Деннис Майкл Хепбёрн | 3:54,581    |